# عدم المساواة في الدخل في البرازيل
عدم المساواة في الدخل في البرازيل عالجت البرازيل مشاكل عدم المساواة في الدخل على الرغم من ارتفاع معدلات النمو. بلغ نمو الناتج المحلي الإجمالي فيها 7.5٪ في عام 2010 وحده. في العقود الأخيرة كان هناك انخفاض في عدم المساواة في البلد ككل. انخفض معامل جيني في البرازيل وهو مقياس لعدم المساواة في الدخل ببطء من 0.596 في عام 2001 إلى 0.543 في عام 2009. ومع ذلك لا تزال الأرقام تشير إلى مشكلة كبيرة تتعلق بتفاوت الدخل.
يصور تركيز الدخل المرتفع في البلاد من خلال أغنى واحد في المائة من السكان (أقل من مليوني شخص) الذين يمتلكون 13 في المائة من إجمالي دخل الأسرة. هذه النسبة مماثلة لتلك الخاصة بأفقر 50 في المائة أي حوالي 80 مليون برازيلي. يؤدي عدم المساواة هذا إلى مستويات فقر لا تتوافق مع اقتصاد بحجم اقتصاد البرازيل.

## عوامل تفاوت الدخل

### الانقسام الحضري الريفي
توجد مستويات متفاوتة من التنمية الاقتصادية في المناطق الحضرية والريفية. يواجه أولئك الذين يعيشون في المجتمعات الريفية نقصًا في التعليم والرعاية الصحية والبنية التحتية المناسبة. أدى الافتقار إلى الوصول إلى التكنولوجيا والتعليم الرسمي والتدريب على المهارات إلى تقليل فرص العمل، وبالتالي المساهمة في انخفاض عائدات الأشخاص الذين يعيشون في المناطق الريفية.

### انخفاض مستويات التعليم
كان انخفاض مستوى التعليم في البرازيل بشكل عام مصدر قلق لأنه يديم حالة عدم المساواة في الدخل من خلال تقليل الحراك الاجتماعي. وهذا يحد من فرص الفئات ذات الدخل المنخفض، ويقلل من فرصهم في تضييق فجوة الدخل. يبلغ معدل الأمية في البرازيل 10.2٪ وتدني نوعية التعليم. أظهرت البيانات المأخوذة من برنامج بيسا التابع لمنظمة التعاون الاقتصادي والتنمية أن البرازيل تحتل مرتبة متأخرة جدًا عن الدول الأخرى من حيث التعلم في مجالات المعرفة المختلفة مع وصول غالبية طلابها إلى أدنى مستويات التعلم في التخصصات.

### تحصيل الضرائب
تشمل الضرائب الباهظة التي تفرضها البرازيل على أسعار المستهلكين ضرائب عالية على الأطعمة، مما يثقل كاهل الفقراء. بلغ العبء الضريبي لمن هم في فئات الدخل الأعلى الذين يكسبون أكثر من 30 ضعف الحد الأدنى للأجور في الشهر 26.3 في المائة. بنسبة 48.8 في المائة.

### ارتفاع ملكية الأراضي
أدى التوسع في الأعمال التجارية الزراعية القائمة على التصدير إلى تركيز ملكية الأراضي. نفذت الحكومة إصلاحًا زراعيًا أعاد توطين العديد من المزارع العائلية، والتي توظف حوالي 74٪ من العمال الزراعيين. ومع ذلك تم الإبلاغ عن تركيز ملكية الأراضي على أنه مرتفع حتى في المناطق التي تستقر فيها المزارع العائلية. هذه قضية مزعجة فيما يتعلق بعدم المساواة في الدخل حيث تجد المزارع العائلية صعوبة في التنافس مع المنتجين على نطاق واسع.